# Kloogaranna (przystanek kolejowy)
Kloogaranna – przystanek kolejowy w miejscowości Kloogaranna, w prowincji Harjumaa, w Estonii. Położony jest na odgałęzieniu linii Tallinn - Paldiski, będąc jego przystankiem krańcowym. 